# Eva Krause
Eva Krause (født 19. marts 1970 i Düsseldorf, Tyskland) er en tysk-hollandsk malerinde, kunstner og også grafiker.

## Uddannelse
Krause studerede grafisk formgivning i Düsseldorf (Fachhochschule Düsseldorf) og maleri ved Willem de Kooning Academie i Rotterdam.

## Udvalgte separatudstillinger
- Wildwechsel, Spaceburo, Antwerpen (2014)
- Little Enemy, Hudson Museum, Rotterdam (2013)

## Udvalgte gruppeudstillinger
- Best of Portfoliodagen, Galerie Nasty Alice, Eindhoven (2018)
- Eva Krause, Arthur Stam, Antoinette van de Wal WTC Rotterdam Art Gallery (2017)
- Masters of Rotterdam, WTC Rotterdam Art Gallery (2017)
- DIE GROSSE Kunstausstellung NRW, Museum Kunstpalast, Düsseldorf (2016)
- De Tuin van Heden, Kasteel van Bouchout, Plantentuin Meise, Meise (Belgien) (2016)
- DIE GROSSE Kunstausstellung NRW, Museum Kunstpalast, Düsseldorf (2015)